# Inmigración griega en Australia
La inmigración griega en Australia ha ido variando con el paso del tiempo. A lo largo de la historia migratoria de Australia, Grecia ha sido uno de los países europeos que más inmigrantes aportó al país oceánico, siendo considerada una de las corrientes migratorias más notables y de mayor envergadura, especialmente a lo largo del siglo XX, donde tuvo su mayor auge, hasta la actualidad, albergando así una de las mayores comunidades griegas a nivel mundial. 
Los griegos constituyen el séptimo grupo étnico más grande de Australia, después de aquellos que declararon su ascendencia simplemente como "australianos". En el censo de 2006, 365.147 personas declararon tener nacionalidad griega, ya sea de forma exclusiva o en combinación con otro grupo étnico.  El censo de 2006 registró 125.849 personas de nacionalidad griega nacidas en Grecia y 21.149 en Chipre, aunque no se sabe cuántos de estos últimos son greco-chipriotas. También hay un gran número de ciudadanos greco-australianos que vienen de las regiones de Creta, Egipto, Macedonia, Península de Mani, Mesenia, Tesalia, Chipre, las islas griegas, Ponto y Jonia. Hacia 2011, aproximadamente 600.000 personas declararon tener ascendencia griega parcial o completa.
Durante los años 2010 se puede observar un nuevo incremento en la llegada de inmigrantes griegos al país, producto de la crisis financiera que azotó a varios países europeos, en especial a Grecia. Una palabra despectiva para los greco-australianos es wog.

## Historia

### Inmigración temprana
Los primeros inmigrantes griegos en llegar a Australia fueron siete marineros convictos condenados por piratería por un tribunal naval británico en 1829 y enviados a cumplir su condena a Nueva Gales del Sur. Aunque finalmente fueron indultados, dos de los siete griegos se quedaron y se establecieron en el país. El primer inmigrante griego libre conocido en Australia fue una mujer llamada Katerina Georgia Plessos (1809-1907), quien llegó a Sídney junto a su esposo, el mayor James Crummer en 1835. Plessos y Crummer se casaron en 1827 en la isla de Kalamos donde Crummer, comandante de la isla, conoció a la joven refugiada de la guerra de independencia griega. Se cree que ella es una de las últimas personas en hablar con Lord Byron. Vivieron en Sídney, Newcastle y Port Macquarie, donde ella está enterrada. Tuvieron 11 hijos. El primer colono griego libre en llegar a Australia Meridional fue Giorgios Tramountanas, quien llegó a Port Adelaide en 1842. Él era un pastor en la costa oeste de Australia Meridional y con el tiempo se convirtió en un criador de ovejas muy respetado y destacado miembro del distrito de Elliston. Es venerado por la comunidad griega ortodoxa de Australia Meridional como un ancestro pionero. Grupos de griegos se instalaron en números significativos durante la fiebre del oro de la década de 1850.

### Inmigración durante elsigloXX
El censo de 1901 registró 878 personas de origen griego, pero esto sin duda debió omitir unos pocos cientos de otros inmigrantes étnicos griegos del Imperio otomano y de otros lugares. La expulsión de los griegos de Asia Menor en 1922-23 llevó a una mayor emigración griega hacia Australia, principalmente a Nueva Gales del Sur. Los orígenes de estos griegos son difíciles de trazar, pero el número de griegos provenientes de la propia Grecia se había elevado a 12.291 durante el censo de 1947.
Los griegos fueron uno de los principales grupos destinatarios de planes de inmigración del Gobierno de Australia en los años 1950 y 1960. En 1971 hubo 160.200 griegos nacidos en Grecia viviendo en Australia, y un número menor de Chipre y Egipto. Hoy en día, casi la mitad de las personas de origen griego (49,6%) vive en Victoria, con otro tercio en Nueva Gales del Sur (31,7%). En comparación, sólo el 24,7% de los australianos en su conjunto vive en Victoria, destacando la densidad de la presencia griega allí.
Melbourne ha sido conocido por tener una de las mayores comunidades griegas en el mundo, aunque es difícil confirmar este hecho debido a que los países utilizan diferentes métodos para conceptualizar y evaluar a las personas de todas las nacionalidades particulares. En 2006, 149.195 personas en el distrito estadístico de Melbourne alegaron tener nacionalidad griega, ya sea de forma exclusiva o en combinación con otra nacionalidad. Cuatro ciudades griegas tenían poblaciones más grandes en 2007. Además, 224.500 personas viven en la parte griega de Nicosia, y 159.763 greco-estadounidenses viven en el estado de Nueva York.

### Inmigración durante elsigloXXI

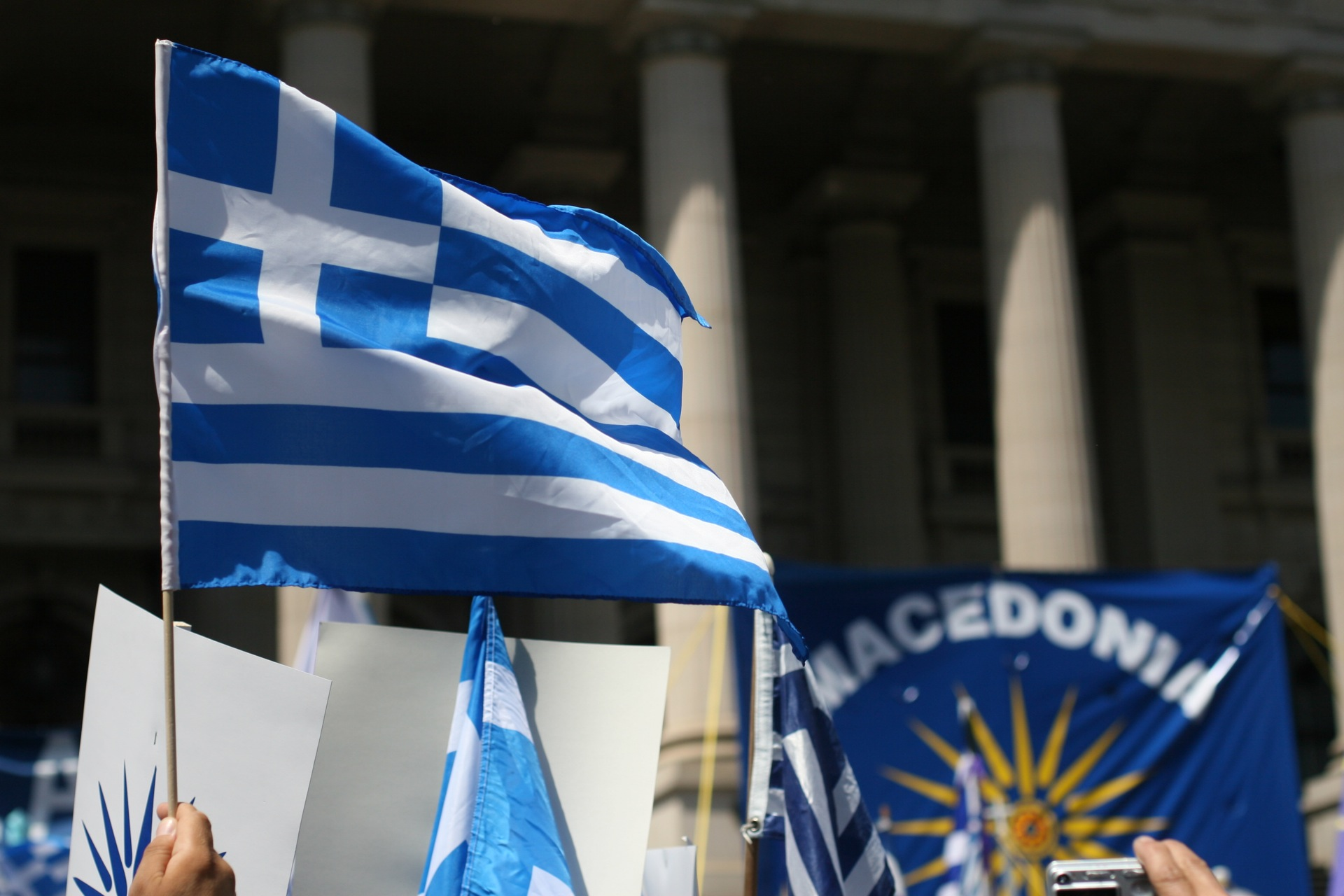
Australianos de origen greco-macedonio en Melbourne.

Desde el año 2000, la inmigración griega en Australia se ha ralentizado. Sin embargo, en los años 2000-2009, muchos greco-australianos, ambos nativos griegos y nacidos en Australia, regresaron a Grecia para descubrir su patria y volver a conectarse con sus raíces ancestrales. Sin embargo, como la crisis económica en Grecia creció, las oportunidades para residentes temporales greco-australianos en el extranjero estaban en riesgo. Por esta razón muchos australianos de origen griego han acortado sus estancias a largo plazo previstas en Grecia y han regresado a casa en Australia.
A partir de 2015, el flujo de inmigrantes provenientes de Grecia no se ha detenido, sino que, por el contrario, ha aumentado debido a la crisis económica acaecida en el país helénico, y con Australia como uno de los principales y más populares destinos elegidos en Grecia para emigrar, principalmente Melbourne, ciudad donde la presencia de la comunidad greco-australiana es más fuerte y numerosa.

### Inmigración de retorno
Los ciudadanos greco-australianos tienen una tasa excepcionalmente alta de inmigración de retorno a Grecia. En diciembre de 2001, el Departamento de Asuntos Exteriores estimó que había 135.000 ciudadanos australianos residentes en Grecia. Se supone que éstos son en su mayoría inmigrantes griegos que regresaron con nacionalidad australiana, y sus hijos griegos ciudadanos australianos.

## Cultura

Mapa de las cincuenta comunidades griegas más grandes en el mundo. Cuanto más rojo es el país, más importante en tamaño es su comunidad griega.

### Religión
De acuerdo con los datos del censo publicados por la Oficina de Estadísticas de Australia en 2006, los ciudadanos greco-australianos son mayoritariamente cristianos en cuanto a religión se trata, con un 95,3 % de las personas nacidas en Grecia identificándose con esa fe. El 1,6 % se identifica con ninguna religión o el ateísmo, y otro 1,1 % se identificó con otras religiones, mientras que un 1,9 % no respondió a la pregunta del censo sobre la religión.

### Idioma griego
En 2006, el idioma griego se hablaba en casa por unos 252.222 residentes en Australia, una reducción del 4,125 % de los datos del censo 2001. El griego es el cuarto idioma más hablado en Australia después del inglés, el chino y el italiano.

## Distribución geográfica

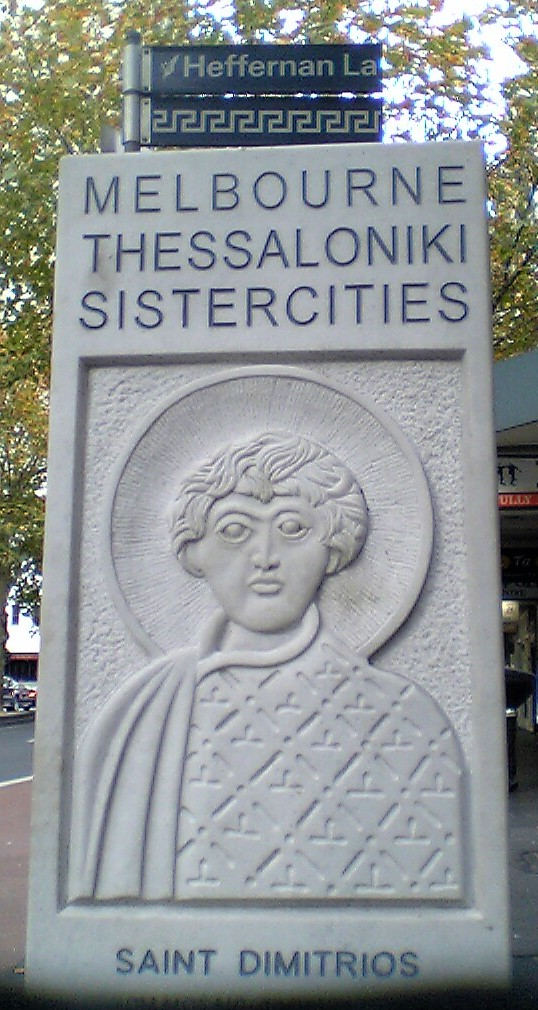
Monolito en Melbourne que indica el hermanamiento entre las ciudades de Melbourne y Tesalónica.

La mayor concentración de griegos en Australia se encuentra en el estado de Victoria. Su capital, Melbourne, es considerada el corazón de la cultura griega en Australia. Asimismo, mantiene un acuerdo de hermanamiento con la ciudad de Tesalónica.
Melbourne es la ciudad con mayor población griega en el mundo fuera de Grecia.

### Población griega por estado o territorio
| Estado o territorio                  | Cifra   | % de la población |
| ------------------------------------ | ------- | ----------------- |
| Victoria                             | 170 451 | 2,88              |
| Nueva Gales del Sur                  | 132 835 | 1,78              |
| Australia Meridional                 | 38 181  | 2,28              |
| Queensland                           | 17 924  | 0,38              |
| Australia Occidental                 | 15 114  | 0,61              |
| Tasmania                             | 23 88   | 0,47              |
| Territorio de la Capital Australiana | 4 786   | 1,20              |
| Territorio del Norte                 | 4 077   | 1,78              |